# Michaił Iwanow (1910–1948)
Michaił Iwanowicz Iwanow (ros. Михаил Иванович Иванов, ur. 5 lipca?/18 lipca 1910 w Petersburgu, zm. 14 lipca 1948) – radziecki pilot doświadczalny i lotnik wojskowy, Bohater Związku Radzieckiego (1948).

## Życiorys
W latach 1913–1917 mieszkał w Mikołajowie, później w Połtawie, w 1929 skończył szkołę fabryczną, pracował jako tokarz. Od 1929 służył w Armii Czerwonej, w 1932 ukończył wojskową lotniczą szkołę pilotów w Stalingradzie i potem został lotnikiem, następnie dowódcą klucza i dowódcą oddziału w eskadrze bombowców w Białoruskim Okręgu Wojskowym. Od października 1936 do stycznia 1937 jako lotnik grupy bombowców brał udział w wojnie domowej w Hiszpanii, wykonał wówczas wiele lotów bojowych, po powrocie do ZSRR służył w Północnokaukaskim Okręgu Wojskowym i na Dalekim Wschodzie. W latach 1939–1941 był lotnikiem doświadczalnym fabryki samolotów w Chimkach, testował m.in. samoloty UT-2 i Jak-1, 1941-1945 był lotnikiem doświadczalnym fabryki samolotów nr 31 w Taganrogu, w 1941 został ewakuowany do Tbilisi. Od czerwca do listopada 1941 był lotnikiem obrony przeciwlotniczej Taganrogu, później lotnikiem Frontu Południowo-Zachodniego, brał udział w walce z Niemcami, wykonał ok. 50 lotów bojowych. W lutym 1945 został starszym lotnikiem doświadczalnym Specjalnego Biura Konstruktorskiego (OKB) Jakowlewa, w 1947 otrzymał stopień pułkownika, testował m.in. samolot Jak-15 i różne modyfikacje Jaka-3. Zginął w wypadku lotniczym przy przygotowaniach do parady lotniczej. Został pochowany na Cmentarzu Nowodziewiczym.

## Odznaczenia
- Złota Gwiazda Bohatera Związku Radzieckiego (5 marca 1948)
- Order Lenina (5 marca 1948)
- Order Czerwonego Sztandaru (dwukrotnie - 2 stycznia 1937 i 5 lutego 1948)
- Order Wojny Ojczyźnianej I klasy (dwukrotnie - 19 sierpnia 1944 i 20 września 1947)
- Order Czerwonej Gwiazdy (30 kwietnia 1945)
- Medal „Za zasługi bojowe” (3 listopada 1944)

I inne.